# Mohawks of Kanesatake
Mohawks of Kanesatake eller Kanehsata'kehró:non är en Mohawk First Nation i Quebec, Kanada. Under 2016 har stammen en registrerad befolkning på 2 508 medlemmar vilket 2024 hade ökat till 3 155. Deras huvudreservat är Kanesatake Lands som ligger 48 kilometer väster om Montreal. De delar också det obebodda reservatet Doncaster 17 med Mohawks of Kahnawá:ke för jakt och fiske.

## Demografi och geografi
Medlemmar av Kanesatake First Nation är Mohawk. I november 2024 hade gruppen en registrerad befolkning på 3 155 medlemmar, varav 1 784 levde på reservatet. 44% av mohawkerna av Kanesatake gruppen bodder då på reservatet Kanesatake Lands som ligger 53 km väster om Montreal i Quebec. Reservatet täcker ett område på 1198 hektar. Gruppen delar också det obebodda reservatet Doncaster 17 som ligger 16 km nordost om Sainte-Agathe-des-Monts med Mohawks av Kahnawá:ke för jakt och fiske. Gruppen har sitt huvudkontor i Kanesatake. De närmaste större städerna från reservatet är Laval och Montreal.

## Gruppens ledning
Mohawks of Kanesatake  styrs av ett stamråd som väljs enligt ett anpassat valsystem baserat på paragraf 11 i den  Indian Act. Under mandatperioden 2021 till 2025 bestod detta råd av hövdingen Victor Bonspilleoch sex rådsmedlemmar.